# Manuel Komroff
Manuel Komroff, né le 7 septembre 1890 à New York et mort le 10 décembre 1974 à Woodstock, est un dramaturge, scénariste, romancier, éditeur et photographe Américain.

## Biographie
Manuel Komroff est le fils de Samuel Komroff, homme d'affaires, et de Belle Bronson. Il abandonne ses études à l'Université de Yale en 1912, sans obtenir de diplôme. Il commence sa vie professionnelle à New York comme journaliste et critique d'art. Il est socialiste et écrit pour New York Call, puis pour The Film Daily  Après la  révolution russe de 1917 il se rend à Petrograd et devient le rédacteur en chef du Russian Daily News, publié en anglais. Puis il se rend à Shanghaï, où il travaille pour The China Press. Il retourne, après sept mois, à New York où il devient éditeur chez The Modern Library puis chez Boni & Liveright. En 1925 il publie son roman  The Grace of Lambs. Il se  rend à Paris en 1926, où il écrit son court roman anticlérical, The Voice of Fire. De retour à New York, il se consacre à l'édition et à l'écriture de romans, puis de biographies souvent romancées. Il est scénariste de plusieurs films et séries, dont pour l'Impératrice rouge, film de référence. Le film l'Archet magique de Bernard	Knowles, adapté d'un de ses romans est sélectionné pour le festival de Cannes. Il pratique également la photographie .
Il se remarie le 19 octobre 1938 avec Odette Steele qui co-écrit certains de ses livres.
Il meurt d'un cancer, à 84 ans.

## Publications

### Biographies
- Disraeli,New York, 1963, J. Messner, , 191 p.
- Marco Polo coll. Story biographies series, Methuen, 1954, 155 p.
- Marie Antoinette (co-auteur Odette Komroff), 1967, J. Messner, 191 p.
- Abraham Lincoln  col. Lives to remember, Illustré par Charles Beck Putnam, 1959 127 p.
- Charlemagne, New York, 1964,J. Messner,
- Thomas Jefferson Marshall Cavendish Corporation, 1991, 159 p.
- Mozart Illustré par	Warren Chappell, 1956, Knopf, 1956, 171 p.
- Photographing history: Mathew Brady, 1962 Topics Brady, Photographers Publisher Chicago, Britannica Books,
- Waterloo, 1936, Coward-McCann, 307 pages
- The Battle of Waterloo: One Hundred Days of Destiny, 1964, 	Macmillan, 9̟0 p.

### Romans
- The Grace of Lambs, New YOrk, 1925, Boni & Liveright, 221 p.
- The Voice of fire, gravures de Polia Chentoff, Paris, 1928, Edward W. Titus, 96 p
- Coronet, 1930, New York, Coward-McCann, 677 p.
- Two Thieves, 1931, Coward-McCann, 313 p.
- I, the Tiger, 1933, Coward-McCann, 249 p.
- The March of the Hundred, 1939, Coward-McCann
- In the Years of Our Lord, 1942, Harper & Brothers, 311 p.

### Adaptations, scénarios
- The scarlet empress (L'impératrice rouge) film de Josef Von Sternberg, 1934, 1 h 44 min
- Small Town Boy, un film américain de 1937 réalisé par Glenn Tryon